# Lotte Betke
Lotte Betke (* 5. November 1905 in Hamburg; † 25. Juli 2008 in Siegburg) war eine deutsche Theater-Schauspielerin und Schriftstellerin. Sie schrieb Theaterstücke, Gedichte, Hörspiele, Märchen und Erzählungen für Kinder und Jugendliche.

## Leben
In ihrer Kindheit hörte Lotte Betke, auf einem Hocker sitzend, den Geschichten ihrer Großmutter zu, die sie nach eigenen Angaben sehr geprägt haben. Sie wuchs alleine und sehr behütet auf; mit acht Jahren schrieb sie ihr erstes Gedicht. Nach der Volksschule besuchte sie auf Wunsch ihrer Mutter das Hansa-Lyzeum, wo sie als erstes Werk den Schweinehirten von Hans Christian Andersen in ein Theaterstück umschrieb. Nach dem Schulabschluss besuchte sie eine Schauspielschule in Hamburg und spielte gleich im Anschluss daran am dortigen Thalia Theater.
In den 1920er-Jahren spielte sie vor allem die „jugendliche Sentimentale“, unter anderem in Bielefeld, Mannheim und Nürnberg. 1931 ging sie nach Berlin und spielte dort am Preußischen Staatstheater, unter anderem unter Gustaf Gründgens und Jürgen Fehling. In Berlin schrieb sie auch wieder, vor allem plattdeutsche Gedichte. Sie wurden im Rundfunk verbreitet und unter dem Titel „Heimweh“ gedruckt. Auch ihr Stück „Großvadder will danzen“ wurde im Berliner Rose-Theater erfolgreich aufgeführt.
Betkes Bruder war schizophren und lebte in einer Anstalt. Während der Zeit des Nationalsozialismus in Deutschland war er vom Abtransport bedroht und wurde deshalb häufiger von Lotte Betke nach Hause geholt. Sie selbst hatte ebenfalls Schwierigkeiten mit dem Regime, besonders, nachdem sie einen exilierten jüdischen Freund in Belgien besucht hatte. Betke heiratete den Musiker Ulrich Ponnier, und während der Schwangerschaft mit ihrem ersten Kind schrieb sie ihr erstes Kinderbuch, „LIEschEN“, das vom Loewes Verlag in Stuttgart erfolgreich verlegt wurde. Betke stand 1944 in der Gottbegnadeten-Liste des Reichsministeriums für Volksaufklärung und Propaganda.
Während des Krieges floh sie mit ihren beiden Kindern Matthias (1940–2024) und Katharina (* 1944) aus Berlin nach Schwaben, wo sie das Theaterspielen größtenteils aufgab und sich mehr der Schriftstellerei widmete. Ab 1962 arbeitete Betke als Lektorin beim Südfunk Stuttgart und erwarb sich damit nach dem Tod ihres Mannes 1976 ihren Lebensunterhalt.
Sie war Mitglied bei Amnesty International, der sie das Buch „Das Lied der Sumpgänger“ widmete. Dieses Buch war auf der Auswahlliste für den Deutschen Jugendbuchpreis, ebenso wie „Lampen am Kanal“.
Zuletzt wohnte Lotte Betke fast ein Jahrzehnt im Altenheim St. Josef in Siegburg. Heide Schmidt interviewte sie, wertete ihre Tonbänder aus und schrieb eine Biografie. Die Biografie erschien kurz vor ihrem Tod. Beigesetzt wurde sie in Köln-Bocklemünd.

## Werk
Bekannt wurde sie vor allem durch ihre vielen Kinder- und Jugendbücher, die auch auf Englisch, Holländisch, Dänisch und Norwegisch erschienen. Häufig schrieb sie über Randfiguren der Gesellschaft, viele ihrer meist weiblichen jugendlichen Hauptpersonen müssen starke Rollen übernehmen, auch wenn sie sich selbst schwach einschätzen. So sucht Lieschen aus ihrem ersten Buch ihren auf einer Expedition verschollenen Vater, Tinka aus „Tinka und Matten“ führt ihre durch den Zweiten Weltkrieg zerrissene Familie wieder zusammen, und Käthe aus „Lampen am Kanal“ hält als einzige Kontakt zu ihrem Vater, der als Alkoholiker in einem Entziehungsheim lebt.
Betke schrieb zwei Theaterstücke, zwanzig Bücher (Erzählungen, Romane, phantastische Geschichten, Märchen und Sagen) und über fünfzig Hörspiele.

## Fernsehen
- 1981: Tatort – Nebengeschäfte (TV-Reihe)

## Auszeichnungen
- 1986 Literaturpreis der Stadt Steyr
- 1990 Verdienstkreuz am Bande der Bundesrepublik Deutschland

## Hörspiele (Auswahl)
- 1967: Christa Reinig: Das Aquarium – Regie: Raoul Wolfgang Schnell

## Belege
1. ↑  Betke, Lotte. In: Theodor Kellenter: Die Gottbegnadeten : Hitlers Liste unersetzbarer Künstler. Kiel: Arndt, 2020, ISBN 978-3-88741-290-6, S. 367f.
2. ↑  Heide Schmidt: Dich merke ich mir! Lotte Bethke erzählt ihr Leben. Alkyon-BIK Verlag 2016, ISBN 978-3-934136-63-2

| Personendaten    | Personendaten                                |
| ---------------- | -------------------------------------------- |
| NAME             | Betke, Lotte                                 |
| KURZBESCHREIBUNG | deutsche Schauspielerin und Schriftstellerin |
| GEBURTSDATUM     | 5. November 1905                             |
| GEBURTSORT       | Hamburg                                      |
| STERBEDATUM      | 25. Juli 2008                                |
| STERBEORT        | Siegburg                                     |